# Borsics-kastély
A Gotthard – Akacs – Borsics – László-kastély 1790-ben épült, jelenlegi alakját az 1880-as években nyerte el.

## Fekvése
Vas vármegyében, Balogunyom községben található.

## Története
A kastélyt még 1790-ben építtette a Gotthard család egyik tagja: Gotthárd Éva. Ekkor egy földszintes kúriaépület volt. 1826-ban épült az emelet a jelenlegi formájában, melyet özv. Akats Gáborné Nirobosz Terézia építtetett Terézia és Borbála leányainak klasszicista stílusban. Később dr. Borsics Béla jogász lett a kastély tulajdonosa, aki feleségül vette Akats Gáborné egyik unokáját. A Borsics család a 20. század fordulóján már Szombathelyen élt, mivel dr. Borsics Béla a bankszakmában tevékenykedett. Az ő igazgatása alatt épült meg a szombathelyi főtéren a Takarékpénztár épülete. Ekkor már bérlők laktak a kastélyépületben, amely Borsics Béla halála után dr. László szombathelyi ügyvéd tulajdonába került. Az ő halála után özvegye lett a tulajdonos egészen 1945-ig, amikor a kastélyt és a hozzá tartozó kb 120 kh birtokot államosították. A háború alatt kifosztott kastély a Jáki Állami Gazdaság, majd a Szombathelyi Állami Tangazdaság kezelésébe került. Irodákat, konyhát, lakásokat alakítottak ki benne. A tangazdaságtól 1982-ben vette át az akkori tanács. Az életveszélyessé vált épület 1991 és 1992 között magántulajdonba került. Helyreállították, s az 1820-as években keletkezett, kastélyhoz tartozó park is rendezett: ősi tiszafái a mai napig élnek.
A kastély az egykori Balogfa területén található, mely 1949-ben egyesült Nagyunyom községgel.